# Наґуркі (Куявсько-Поморське воєводство)
Наґуркі (пол. Nagórki) — село в Польщі, у гміні Осенцини Радзейовського повіту Куявсько-Поморського воєводства.
Населення — 137 осіб (2011).
У 1975—1998 роках село належало до Влоцлавського воєводства.

## Демографія
Демографічна структура станом на 31 березня 2011 року:
|          | Загалом | Допрацездатний вік | Працездатний вік | Постпрацездатний вік |
| -------- | ------- | ------------------ | ---------------- | -------------------- |
| Чоловіки | 70      | 9                  | 54               | 7                    |
| Жінки    | 67      | 13                 | 40               | 14                   |
| Разом    | 137     | 22                 | 94               | 21                   |